# O Poder do Hábito
O Poder do Hábito: por que fazemos o que fazemos na vida e nos negócios é um livro de Charles Duhigg, ex-repórter do New York Times, publicado em Fevereiro de 2012 pela Random House. Explora a ciência por trás da criação e reforma de hábitos. O livro chegou à lista de mais vendidos do New York Times, Amazon.com e USA Today.
O livro foi listado no prêmio do Financial Times and McKinsey Business Book of the Year em 2012.

## O Loop do hábito
O loop do hábito é um padrão neurológico que governa qualquer hábito. Consiste em três elementos: uma deixa, uma rotina e uma recompensa. Entender esses componentes pode ajudar a entender como mudar os maus hábitos ou formar bons. O loop de hábitos sempre é iniciado com uma deixa, um gatilho que transfere seu cérebro para um modo que determina automaticamente qual hábito usar. O coração do hábito é uma rotina mental, emocional ou física. Finalmente, há uma recompensa, que ajuda seu cérebro a determinar se esse loop em particular vale a pena ser lembrado para o futuro. Em um artigo no New York Times, Duhigg observa: "A deixa e a recompensa se tornam neurologicamente entrelaçadas até que uma sensação de desejo emerge." O desejo dirige todos os hábitos e é essencial para começar um novo hábito ou destruir um antigo. Duhigg descreve como a Procter & Gamble usou pesquisas sobre o loop do hábito e sua conexão com os desejos pra desenvolver pro mercado o Febreze, um produto que elimina maus odores.

## Regra de Ouro da Mudança de Hábitos
A regra de ouro da mudança de hábitos ajuda a parar os hábitos de dependência e substituí-los por novos. Afirma que, se você mantiver a deixa inicial, substituir a rotina e manter a recompensa, a mudança acabará ocorrendo, embora as pessoas que não acreditam no que estão fazendo provavelmente fiquem aquém das expectativas e desistam. A crença é um elemento crítico de tal mudança, embora possa ser estruturada de várias maneiras, incluindo configurações de grupo. Muitas vezes, as pessoas que se juntam a grupos como grupos de responsabilidade são melhores do que aquelas que agem sozinhas como indivíduos. Charles Duhigg usa vários exemplos para ilustrar seu argumento, incluindo Bill Wilson, um alcoólatra em recuperação cuja fé recém-descoberta em Cristo o levou a criar os Alcoólicos Anônimos. Compreendendo hábitos, a regra de ouro do hábito e o papel crucial da crença, ele conseguiu iniciar uma fundação que reformou dezenas de milhares de alcoólatras.

## Hábitos Fundamentais
Um hábito fundamental é um padrão individual que é involuntariamente capaz de desencadear outros hábitos na vida das pessoas. Duhigg escreve sobre a empresa Alcoa e como o novo CEO, Paul O'Neill, conseguiu aumentar a capitalização de mercado da empresa em US$ 27 Bilhões, visando a segurança no ambiente de trabalho. O'Neil disse: "Eu sabia que precisava transformar a Alcoa, (...) Mas você não pode mandar as pessoas mudarem. Não é assim que o cérebro funciona. Por isso decidi que era melhor começar enfocando uma única coisa. Se eu pudesse começar desmanchando os hábitos relacionados a uma única coisa, isso se alastraria pela empresa toda".

## Ligações Externas
- «Sítio oficial»